# Philodromus pelagonus
Espèce
Philodromus pelagonus est une espèce d'araignées aranéomorphes de la famille des Philodromidae.

## Distribution
Cette espèce est endémique de Macédoine du Nord.

## Description
La femelle mesure 6,2 mm.

## Publication originale
- Šilhavý, 1944 : De Araneis familiae Thomisidae in Balcano occidentali viventibus. Sbornik Klubu prirodovedeckeho v Brne za rok, vol. 25, p. 90-95.